# 仁木英之
仁木英之（にき ひでゆき、1973年4月17日 - ）は、日本の小説家。大阪府出身。

## 経歴
大阪教育大学附属高等学校平野校舎を経て、信州大学人文学部中国文学専攻卒業。在学中には北京第二外国語大学に2年留学し、卒論ではチベットについて扱う。
1年間西友での会社員生活を経て、1999年より長野県長野市で学習塾を営む。30歳のときにパソコンの美少女ゲームにハマり、その二次創作として初めての小説を書く。2006年に『碭山の梨』で第12回歴史群像大賞最優秀賞、『僕僕先生』で第18回日本ファンタジーノベル大賞受賞。

## 人物
中国史を専攻した原点は「三国志」であるという。趣味は総合格闘技。

## 作品

### 僕僕先生シリーズ
1. 僕僕先生（2006年11月 新潮社／2009年4月 新潮文庫）
2. 薄妃の恋 僕僕先生（2008年9月 新潮社／2010年9月 新潮文庫）
3. 胡蝶の失くし物 僕僕先生（2009年3月 新潮社／2011年6月 新潮文庫）
4. さびしい女神 僕僕先生（2010年4月 新潮社／2013年1月 新潮文庫）
5. 先生の隠しごと 僕僕先生（2011年4月 新潮社／2014年1月 新潮文庫）
6. 鋼の魂 僕僕先生（2012年4月 新潮社／2015年1月 新潮文庫）
7. 童子の輪舞曲 僕僕先生（2013年4月 新潮社／2016年4月 新潮文庫）
8. 仙丹の契り 僕僕先生（2014年8月 新潮社／2017年3月 新潮文庫）
9. 僕僕先生 零（2015年1月 新潮文庫nex）
10. 恋せよ魂魄 僕僕先生（2015年8月 新潮社／2018年6月 新潮文庫）
11. 王の厨房 僕僕先生 零（2016年7月 新潮文庫nex）
12. 神仙の告白 旅路の果てに 僕僕先生（2016年11月 新潮社／2021年1月 新潮文庫）
13. 師弟の祈り 旅路の果てに 僕僕先生（2018年6月 新潮社／2021年1月 新潮文庫）

### 五代史シリーズ
1. 夕陽の梨 五代英雄伝（2008年5月 学研プラス／2009年10月 朝日文庫 上下巻）- 朝日文庫版では『朱温』に改題
2. 李嗣源（2010年10月 朝日文庫 上下巻）
3. 耶律徳光と述律（2011年10月 朝日文庫 上下巻）

### 千里伝シリーズ
1. 千里伝 五嶽真形図（2009年10月 講談社／2011年11月 講談社文庫）
2. 千里伝 時輪の轍（2010年10月 講談社／2012年7月 講談社文庫）
3. 千里伝 武神の賽（2011年11月 講談社／2013年7月 講談社文庫）
4. 千里伝 乾坤の児（2012年11月 講談社／2014年5月 講談社文庫）

### くるすの残光シリーズ
1. くるすの残光（2011年2月 祥伝社／2013年6月 祥伝社文庫）
2. くるすの残光 月の聖槍（2012年2月 祥伝社／2014年9月 祥伝社文庫）
3. くるすの残光 いえす再臨（2013年5月 祥伝社／2015年7月 祥伝社文庫）
4. くるすの残光 天の庭（2015年2月 祥伝社／2016年7月 祥伝社文庫）
5. くるすの残光 最後の審判（2016年6月 祥伝社／2017年10月 祥伝社文庫）

### 黄泉坂案内人シリーズ
1. 黄泉坂案内人（2011年6月 角川書店／2014年7月 角川文庫）
2. 黄泉坂の娘たち（2014年9月 KADOKAWA／2017年6月 角川文庫）- 角川文庫版では『黄泉坂案内人 少女たちの選挙戦』に改題
3. 黄泉坂案内人 三条目（2017年7月 KADOKAWA／2019年9月 角川文庫）- 角川文庫版では『黄泉坂案内人 愛しき約束』に改題
4. 黄泉坂案内人 思い出の向こう岸（2018年10月 KADOKAWA）

### 魔神航路シリーズ
1. 魔神航路 肩乗りテューポーンと英雄船（2012年3月 PHP文芸文庫）
2. 魔神航路 2 伝説の巨人（2013年10月 PHP文芸文庫）
3. 魔神航路 3 英雄の結婚（2015年7月 PHP文芸文庫）
4. 魔神航路 Z ゼウスとの決戦（2017年1月 PHP文芸文庫）

### ちょうかい 未犯調査室
1. ちょうかい 未犯調査室（2015年7月 小学館／2017年4月 小学館文庫）
2. ちょうかい 未犯調査室 2（2017年4月 小学館文庫）
3. ちょうかい 未犯調査室 3（2017年5月 小学館文庫）

### 立川忍びよりシリーズ
1. 立川忍びより（2017年2月 KADOKAWA／2019年2月 角川文庫）
2. 立川忍びより 忍ビジネスはじめました！（2019年3月 KADOKAWA）

### レギオニスシリーズ
1. レギオニス 興隆編（2018年10月 中公文庫）
2. レギオニス 信長の天運（2019年1月 中公文庫）
3. レギオニス 秀吉の躍進（2019年4月 中公文庫）
4. レギオニス 勝家の決断（2019年7月 中公文庫）

### ノンシリーズ
- 飯綱颪 十六夜長屋日月抄（2006年12月 学研M文庫／2018年8月 徳間文庫）
- 高原王記（2010年2月 幻冬舎／2013年6月 幻冬舎文庫）
- 海遊記 義浄西往伝（2011年9月 文藝春秋／2014年3月 文春文庫）
- 我ニ救国ノ策アリ 佐久間象山向天記（2012年10月 幻冬舎／2015年6月 幻冬舎時代小説文庫）
- 大坂将星伝（2013年1月 - 3月 星海社FICTIONS 上中下巻／2016年6月 講談社文庫 上下巻）- 講談社文庫版は『真田を云て、毛利を云わず』に改題
- 撲撲少年（2013年6月 角川書店／2015年8月 角川文庫）
- 千年少女 不死鬼譚きゅうこん（2013年8月 GA文庫）
- まほろばの王たち（2014年3月 講談社／2017年10月 講談社文庫）
- 水平線のぼくら 天使のジャンパー（2014年6月 角川春樹事務所）
- つちくれさん（2014年11月 朝日新聞出版）
- 三舟、奔る！（2016年7月 実業之日本社／2019年12月 実業之日本社文庫）- 実業之日本社文庫版では『鉄舟の剣 幕末三舟青雲録』に改題
- 千夜と一夜の物語（2017年9月 文藝春秋）
- 奏弾室（2018年3月 徳間書店）
- ていん島の記（2019年4月 講談社）
- 魔界の子、鬼の娘（2020年1月 徳間文庫）
- マギオ・ムジーク（2020年7月 JULA NOVELS）
- 我、過てり（2020年12月 角川春樹事務所）
- モノノ怪 執 （2022年6月 角川文庫）- アニメ作品のスピンオフ小説。

## 外部サイト
- ひで山雑記（本人によるブログ）
- ぼくぼくステーション（新潮社の公式サイト）
- twitter (本人のツイッター）